# أدم هيلني
أدم هيلني (بالإنجليزية: Adam Henley)‏ (14 يونيو 1994 بنوكسفيل في الولايات المتحدة - ) هو لاعب كرة قدم أمريكي وبريطاني في مركز الدفاع. شارك مع منتخب ويلز تحت 19 سنة لكرة القدم ومنتخب ويلز تحت 21 سنة لكرة القدم ومنتخب ويلز لكرة القدم. أما مع النوادي، فقد لعب مع بلاكبيرن روفرز وريال سالت ليك.

## وصلات خارجية
- أدم هيلني على موقع الاتحاد الأوربي (الإنجليزية)
- أدم هيلني على موقع الدوري الأمريكي (الإنجليزية)
- أدم هيلني على موقع قاعدة بيانات كرة القدم.إي يو (الإنجليزية)
- أدم هيلني على موقع ناشيونال فوتبول تيمز (الإنجليزية)
- أدم هيلني على موقع Soccerbase.com (لاعب) (الإنجليزية)
- أدم هيلني على موقع Soccerway.com (الإنجليزية)
- أدم هيلني على موقع عالم كرة القدم.نت (الإنجليزية)